# Ixodes nitens
Ixodes nitens este o specie de căpușe din genul Ixodes, familia Ixodidae, descrisă de Neumann în anul 1904. Conform Catalogue of Life specia Ixodes nitens nu are subspecii cunoscute.